# Djigdà
Djigdà (en rus: Джигда) és un poble del krai de Khabàrovsk, a Rússia, que el 2019 tenia 220 habitants. Pertany al districte rural d'Aiano-Maiski.